# Gerson Gusmão
Gerson Luiz Gusmão (Novo Hamburgo, 8 de maio de 1974) é um treinador de futebol brasileiro. Atualmente comanda o América de Natal.

## Carreira

### Novo Hamburgo
Iniciou-se como treinador do sub-17 do Novo Hamburgo em 2011, depois passou por algumas equipes como auxiliar do treinador Itamar Schülle.

### Operário-PR
Após ser auxiliar no título do Campeonato Paranaense de 2015, foi contratado como treinador do Operário para o ano de 2016, consolidando-se, ao final de 2018, após o título do Campeonato Brasileiro da Série C, como o técnico a mais tempo no cargo entre os times das Séries A, B e C do Brasileiro e o primeiro treinador a conseguir os títulos das séries D e C em anos consecutivos.
Em 21 de outubro de 2020, foi demitido do Operário, encerrando um ciclo de quatro anos e sete meses como treinador do clube paranaense.

### Botafogo-PB
Em 2 de abril de 2021 foi contratado foi contratado pelo Botafogo PB para comandar o clube na temporada 2021.
Em 21 de junho de 2022 resolve se demitir do clube, após mais de um ano. Em 69 jogos teve 30 vitórias, 26 empates e 13 derrotas, totalizando assim um aproveitamento de 56%.

### Remo
Em 21 de junho de 2022 foi contratado para comandar o Remo na Série C.

### River-PI
No dia 23 de novembro de 2022 foi anunciado pelo River-PI, para a disputa do campeonato piauiense. Pelo clube sagrou-se campeão do campeonato regional de 2023.

### Floresta
Após o título pelo River, foi anunciado pelo Floresta para a Série C de 2023. No dia 20 de junho, Gusmão anunciou seu desligamento do clube cearense.

### Caxias
Após a demissão de Tcheco, Gerson foi anunciado pelo Caxias para a continuidade da Série D 2023.
No dia 2 de setembro de 2023, Gerson conquistou seu segundo acesso a Série C.
Em 15 de fevereiro de 2024, após um início ruim no Gauchão 2024, com oito partidas, sendo duas vitórias, três empates e três derrotas, 11 gols feitos e 13 sofridos (a pior defesa da competição), Gusmão foi desligado do cargo de treinador.

### Confiança
Em março de 2024, Gusmão foi contratado pelo Confiança, para ocupar o lugar de Paulo Massaro.

## Títulos

### Como treinador
Confiança
- Campeonato Sergipano: 2024

River-PI
- Campeonato Piauiense: 2023

Operário-PR
- Campeonato Brasileiro - Série C: 2018[19]
- Campeonato Paranaense - Série A2: 2018
- Campeonato Brasileiro - Série D: 2017
- Taça FPF: 2016

### Como auxiliar
Operário-PR
- Campeonato Paranaense: 2015